# Жизель (порноактриса)
Жизель (англ. Giselle, род. 13 апреля 1977, Бристоль) — британская порноактриса, лауреатка премии AVN Awards.

## Биография
Родилась 13 апреля 1977 года в Бристоле. Дебютировала в порноиндустрии в 2003 году, в возрасте около 26 лет. Снималась для таких студий, как Anabolic Video, Hustler Video, Evil Angel, Kink.com, New Sensations и других.
В 2004 году получила премию AVN Awards в номинации «лучшая сцена анального секса» за Multiple P.O.V. совместно с Katsuni и Майклом Стефано.
Ушла из индустрии в 2009 году, снявшись в 41 фильме.

## Награды и номинации
| Год  | Церемония  | Результат | Номинация                    | Работа       |
| ---- | ---------- | --------- | ---------------------------- | ------------ |
| 2004 | AVN Awards | Победа    | Лучшая сцена анального секса | Multiple POV |

## Избранная фильмография
- Multiple POV[5] (2003)